# 영국 아카데미 남우주연상
영국 아카데미 남우주연상(BAFTA Award for Best Actor in a Leading Role)은 영국 영화 텔레비전 예술 아카데미가 영화에서 뛰어난 주연 배역 연기를 펼친 남배우의 공로를 인정하여 매년 영국 아카데미 영화상에서 주어지는 상이다.

## 수상자 및 후보자

### 1950년대
| 1952 6회              |                                  |                         |
| 최고의 영국 배우      |                                  |                         |
| 랠프 리처드슨         | 《소리의 장벽》                  | 존 리지필드             |
| 잭 호킨스             | 《맨디》                         | 딕 설                   |
| 제임스 헤이터         | 《픽윅 보고서》                  | 새뮤얼 피퀵             |
| 로런스 올리비에       | 《캐리》                         | 조지 머스트우드         |
| 나이절 패트릭         | 《소리의 장벽》                  | 토니 가스웨이트         |
| 앨러스터 심           | 《Folly to Be Wise》             | 윌리엄 패리스           |
| 최고의 외국인 배우    |                                  |                         |
| 말런 브랜도           | 《혁명아 자파타》                | 에밀리아노 사파타 ‡     |
| 험프리 보가트         | 《아프리카의 여왕》              | 찰리 올넛 ‡             |
| 피에르 프레네         | 《신은 인간을 필요로 한다》      | 토마 구르베네크         |
| 프란체스코 골리사노   | 《밀라노의 기적》                | 토토                    |
| 프레드릭 마치         | 《세일즈맨의 죽음》              | 윌리 로먼 ‡             |
| 1953 7회              |                                  |                         |
| 최고의 영국 배우      |                                  |                         |
| 존 길구드             | 《줄리어스 시저》                | 카시우스                |
| 잭 호킨스             | 《잔인한 바다》                  | 조지 에릭슨             |
| 트레버 하워드         | 《하트 오브 더 매터》            | 해리 스코비             |
| 덩컨 매크레이         | 《The Kidnappers》               | 짐 매켄지               |
| 케네스 모어           | 《제네비에브》                   | 앰브로스 클레이버하우스 |
| 최고의 외국인 배우    |                                  |                         |
| 말런 브랜도           | 《줄리어스 시저》                | 마르쿠스 안토니우스 ‡   |
| 에디 앨버트           | 《로마의 휴일》                  | 어빙 래더비치           |
| 밴 헤플린             | 《셰인》                         | 조 스타릿               |
| 클로드 레뒤           | 《어느 시골 사제의 일기》        | 앙브리쿠르 사제         |
| 마르셀 물루지         | 《우리는 모두 살인자다》         | 르네 르구엔             |
| 그레고리 펙           | 《로마의 휴일》                  | 조 브래들리             |
| 스펜서 트레이시       | 《여배우》                       | 클린턴 존스             |
| 1954 8회              |                                  |                         |
| 최고의 영국 배우      |                                  |                         |
| 케네스 모어           | 《청춘 진단》                    | 리처드 그림즈다이크     |
| 모리스 데넘           | 《진홍의 평원》                  | 블로어                  |
| 로버트 도냇           | 《Lease of Life》                | 윌리엄 손               |
| 존 밀스               | 《홉슨의 사위 고르기》           | 윌 모섭                 |
| 데이비드 니븐         | 《캐링턴 V.C.》                  | 찰스 캐링턴             |
| 도널드 월핏           | 《스뱅갈리》                     | 스뱅갈리                |
| 최고의 외국인 배우    |                                  |                         |
| 말런 브랜도           | 《워터프론트》                   | 테리 멀로이 †           |
| 네빌 브랜드           | 《라이오트 인 셀 블락 11 》      | 제임스 V. 던            |
| 호세 페러             | 《케인호의 반란》                | 바니 그린월드           |
| 프레드릭 마치         | 《Executive Suite》              | 로런 피니어스 쇼        |
| 제임스 스튜어트       | 《글렌 밀러 스토리》             | 글렌 밀러               |
| 1955 9회              |                                  |                         |
| 최고의 영국 배우      |                                  |                         |
| 로런스 올리비에       | 《리처드 III》                   | 리처드 3세 ‡            |
| 알피 배스             | 《The Bespoke Overcoat》         | 펜더                    |
| 앨릭 기니스           | 《죄수》                         | 추기경                  |
| 잭 호킨스             | 《죄수》                         | 심문자                  |
| 케네스 모어           | 《애정은 깊은 바다와 같이》      | 프레디 페이지           |
| 마이클 레드그레이브   | 《8인의 승객》                   | 하디 보안관             |
| 최고의 외국인 배우    |                                  |                         |
| 어니스트 보그나인     | 《마티》                         | 마티 필레티 †           |
| 제임스 딘 (사후 수상) | 《에덴의 동쪽》                  | 캘 트래스크 ‡           |
| 잭 레먼               | 《미스터 로버츠》                | 프랭크 설로 펄버        |
| 미후네 도시로         | 《7인의 사무라이》               | 기쿠치요                |
| 시무라 다카시         | 《7인의 사무라이》               | 시마다 간베에           |
| 프랭크 시나트라       | 《Not as a Stranger》            | 앨프리드 분             |
| 1956 10회             |                                  |                         |
| 최고의 영국 배우      |                                  |                         |
| 피터 핀치             | 《A Town Like Alice》            | 조 하먼                 |
| 잭 호킨스             | 《The Long Arm》                 | 톰 핼리데이             |
| 케네스 모어           | 《하늘을 향하여》                | 더글러스 베이더         |
| 최고의 외국인 배우    |                                  |                         |
| 프랑수아 페리에       | 《목로주점》                     | 앙리 쿠포               |
| 군나르 비에른스트란드 | 《한 여름밤의 미소》             | 프레디크 에게르만       |
| 제임스 딘 (사후 수상) | 《이유 없는 반항》               | 짐 스타크               |
| 피에르 프레네         | 《Le Défroqué》                  | 모리스 모랑             |
| 윌리엄 홀든           | 《피크닉》                       | 핼 카터                 |
| 칼 말덴               | 《아기 인형》                    | 아치 리 메이건          |
| 프랭크 시나트라       | 《황금팔을 가진 사나이》         | 프랭키 머신 ‡           |
| 스펜서 트레이시       | 《The Mountain》                 | 재커리 텔러             |
| 1957 11회             |                                  |                         |
| 최고의 영국 배우      |                                  |                         |
| 앨릭 기니스           | 《콰이 강의 다리》               | 니컬슨 사령관 †         |
| 피터 핀치             | 《Windom's Way》                 | 앨릭 윈덤               |
| 트레버 하워드         | 《마누엘라》                     | 제임스 프로더로         |
| 로런스 올리비에       | 《왕자와 무희》                  | 찰스 왕자               |
| 마이클 레드그레이브   | 《Time Without Pity》            | 데이비드 그레이엄       |
| 최고의 외국인 배우    |                                  |                         |
| 헨리 폰다             | 《12인의 성난 사람들》           | Juror 8                 |
| 리처드 베이스하트     | 《Time Limit》                   | 해리 카길 소령          |
| 피에르 브라쇠르       | 《릴라의 문》                    | 쥐우                    |
| 토니 커티스           | 《성공의 달콤한 향기》           | 시드니 팰코             |
| 장 가뱅               | 《파리 횡단》                    | 그랑질                  |
| 로버트 미첨           | 《미스터 앨리슨》                | 앨리슨 상등병           |
| 시드니 포이티어       | 《도시의 가장자리》              | 토미 타일러             |
| 에드 윈               | 《그레이트 맨》                  | 폴 비즐리               |
| 1958 12회             |                                  |                         |
| 최고의 영국 배우      |                                  |                         |
| 트레버 하워드         | 《열쇠》                         | 크리스 포드             |
| 마이클 크레이그       | 《적중 횡단 삼천리》             | 팀 코튼                 |
| I. S. 조하르          | 《해리 블랙》                    | 바푸                    |
| 로런스 하비           | 《꼭대기 방》                    | 조 램프턴 ‡             |
| 앤서니 퀘일           | 《Ice Cold in Alex》             | 밴더폴 대위             |
| 테리 토머스           | 《tom thumb》                    | 이반                    |
| 도널드 월핏           | 꼭대기 방                        | 브라운 씨               |
| 최고의 외국인 배우    |                                  |                         |
| 시드니 포이티어       | 《흑과 백》                      | 노아 컬런 ‡             |
| 말런 브랜도           | 《젊은 사자들》                  | 크리스티안 디스틀       |
| 토니 커티스           | 《흑과 백》                      | 존 잭슨 / 조커 ‡        |
| 글렌 포드             | 《대결》                         | 제이슨 스위트           |
| 쿠르트 위르겐스       | 《상과 하》                      | 폰 슈톨텐베르크         |
| 쿠르트 위르겐스       | 《여섯번째 행복의 여관》         | 린난 캡틴               |
| 찰스 로턴             | 《검찰 측 증인》                 | 윌프리드 로바츠 경 ‡    |
| 폴 뉴먼               | 《뜨거운 양철 지붕 위의 고양이》 | 브릭 폴릿 ‡             |
| 빅토르 셰스트룀       | 《산딸기》                       | 이사크 베리 교수        |
| 스펜서 트레이시       | 《마지막 함성》                  | 프랭크 스케핑턴         |
| 1959 13회             |                                  |                         |
| 최고의 영국 배우      |                                  |                         |
| 피터 셀러스           | 《나는 괜찮아》                  | 프레드 카이트           |
| 스탠리 베이커         | 《어제의 적》                    | 캡틴 랭퍼드             |
| 리처드 버턴           | 《성난 얼굴로 돌아보라》         | 지미 포터               |
| 피터 핀치             | 《파계》                         | 포르투나티 박사         |
| 로런스 하비           | 《Expresso Bongo》               | 조니 잭슨               |
| 고든 잭슨             | 《어제의 적》                    | 매켄지 중사             |
| 로런스 올리비에       | 《악마의 제자》                  | 존 버고인               |
| 최고의 외국인 배우    |                                  |                         |
| 잭 레먼               | 《뜨거운 것이 좋아》             | 제리 / "다프네" ‡       |
| 즈비그니에프 치불스키 | 《재와 다이아몬드》 (')          | 마치에크 헬미츠키       |
| 장 드사이             | 《함정》                         | 마르셀 모랭             |
| 장 가뱅               | 《함정》                         | 쥘 메그레               |
| 시무라 다카시         | 《이키루》                       | 와타나베 간지           |
| 제임스 스튜어트       | 《살인자의 해부》                | 폴 비글러 ‡             |

### 1960년대
| 1960 14회             |                                         |                                                                       |
| 최고의 영국 배우      |                                         |                                                                       |
| 피터 핀치             | 《오스카 와일드의 재판》                | 오스카 와일드                                                         |
| 리처드 애튼버러       | 《The Angry Silence》                   | 톰 커티스                                                             |
| 앨버트 피니           | 《토요일 밤과 일요일 아침》             | 아서 시튼                                                             |
| 존 프레이저           | 《오스카 와일드의 재판》                | 앨프리드 더글러스                                                     |
| 앨릭 기니스           | 《Tunes of Glory》                      | 족 싱클레어 소령                                                      |
| 존 밀스               | 《Tunes of Glory》                      | 배질 배로 중령                                                        |
| 로런스 올리비에       | 《엔터테이너》                          | 아치 라이스 ‡                                                         |
| 최고의 외국인 배우    |                                         |                                                                       |
| 잭 레먼               | 《아파트를 빌려드립니다》               | C. C. 백스터 ‡                                                        |
| 조지 해밀턴           | 《Crime and Punishment U.S.A.》         | 로버트 콜                                                             |
| 버트 랭커스터         | 《엘머 갠트리》                         | 엘머 갠트리 †                                                         |
| 프레드릭 마치         | 《침묵의 소리》                         | 매슈 해리슨 브래디                                                    |
| 이브 몽탕             | 《사랑을 합시다》                       | 장마르크 클레망 / 알렉상드르 뒤마                                     |
| 스펜서 트레이시       | 침묵의 소리                             | 헨리 드러먼드 ‡                                                       |
| 1961 15회             |                                         |                                                                       |
| 최고의 영국 배우      |                                         |                                                                       |
| 피터 핀치             | 《노 러브 포 자니》                     | 조니 번                                                               |
| 더크 보가드           | 《희생자》                              | 멜빌 파                                                               |
| 최고의 외국인 배우    |                                         |                                                                       |
| 폴 뉴먼               | 《허슬러》                              | "날쌘 에디" 펠슨 ‡                                                    |
| 몽고메리 클리프트     | 《뉘른베르크 재판》                     | 루돌프 피터슨 ‡‡                                                      |
| 블라디미르 이바쇼프   | 《병사의 발라드》                       | 알료샤 스크보르초프 사병                                              |
| 막시밀리안 셸         | 뉘른베르크 재판                         | 한스 롤페 †                                                           |
| 알베르토 소르디       | 《최고의 적수》                         | 캡틴 블라시                                                           |
| 시드니 포이티어       | 《해 뜨는 집》                          | 윌터 리 영거                                                          |
| 필리프 르루아         | 《구멍》                                | 마누 보렐리                                                           |
| 1962 16회             |                                         |                                                                       |
| 최고의 영국 배우      |                                         |                                                                       |
| 피터 오툴             | 《아라비아의 로렌스》                   | T. E. 로렌스 ‡                                                        |
| 리처드 애튼버러       | 《The Dock Brief》                      | 허버트 파울                                                           |
| 앨런 베이츠           | 《사랑의 유형》                         | 빅터 브라운                                                           |
| 제임스 메이슨         | 《롤리타》                              | 험버트 험버트                                                         |
| 로런스 올리비에       | 《Term of Trial》                       | 그레이엄 위어                                                         |
| 피터 셀러스           | 《Only Two Can Play》                   | 존 루이스                                                             |
| 최고의 외국인 배우    |                                         |                                                                       |
| 버트 랭커스터         | 《버드맨 오브 알카트라즈》              | 로버트 스트라우드 ‡                                                   |
| 장폴 벨몽도           | 《레옹 모랭 신부》                      | 레옹 모랭 신부                                                        |
| 커크 더글러스         | 《로니 브레이브》                       | 존 W. "잭" 번스                                                       |
| 조지 해밀턴           | 《플로렌스에서 핀 사랑》                | 파브리치오 나카렐리                                                   |
| 찰스 로턴             | 《워싱턴 정가》                         | 시브라이트 쿨리 상원의원                                              |
| 앤서니 퀸             | 《아라비아의 로렌스》                   | 오다 아부 테이이                                                      |
| 로버트 래언           | 《빌리 버드》                           | 존 클래거트                                                           |
| 조르주 윌송           | 《이렇게도 긴 부재》                    | 트램프                                                                |
| 1963 17회             |                                         |                                                                       |
| 최고의 영국 배우      |                                         |                                                                       |
| 더크 보가드           | 《하인》                                | 휴고 배럿                                                             |
| 톰 코트니             | 《거짓말쟁이 빌리》                     | 윌리엄 테런스 "빌리" 피셔                                             |
| 앨버트 피니           | 《톰 존스의 화려한 모험》               | 톰 존스 ‡                                                             |
| 휴 그리피스           | 《톰 존스의 화려한 모험》               | 스콰이어 웨스턴                                                       |
| 리처드 해리스         | 《욕망의 끝》                           | 프랭크 메이친 ‡                                                       |
| 최고의 외국인 배우    |                                         |                                                                       |
| 마르첼로 마스트로야니 | 《이태리식 이혼》                       | 페르디난도 체팔루 ‡                                                   |
| 프란코 치티           | 《아카토네》                            | 비토리오 카탈디                                                       |
| 하워드 다실바         | 《David and Lisa》                      | 닥터 스윈퍼드                                                         |
| 잭 레먼               | 《술과 장미의 나날》                    | 조 클레이 ‡                                                           |
| 폴 뉴먼               | 《허드》                                | 허드 배넌 ‡                                                           |
| 그레고리 펙           | 《앵무새 죽이기》                       | 애티커스 핀치 †*                                                      |
| 1964 18회             |                                         |                                                                       |
| 최고의 영국 배우      |                                         |                                                                       |
| 리처드 애튼버러       | 《바타시의 총성》                       | RSM 로더데일                                                          |
| 리처드 애튼버러       | 《비 오는 오후의 음모》                 | 빌리 새비지                                                           |
| 톰 코트니             | 《왕과 조국》                           | 아서 햄프 사병                                                        |
| 피터 오툴             | 《베킷》                                | 헨리 2세 ‡                                                            |
| 피터 셀러스           | 《닥터 스트레인지러브》                 | 라이어널 맨드레이크 대령 / 머킨 머플리 대통령 / 닥터 스트레인지러브 ‡ |
| 피터 셀러스           | 《핑크 팬더》                           | 자크 클루소                                                           |
| 최고의 외국인 배우    |                                         |                                                                       |
| 마르첼로 마스트로야니 | 《어제, 오늘, 내일》                    | 카르미네 스바라티 / 렌초 / 아우구스토 루스코니                        |
| 케리 그랜트           | 《샤레이드》                            | 피터 조슈아                                                           |
| 스털링 헤이든         | 《닥터 스트레인지러브》                 | BG 잭 D. 리퍼                                                         |
| 시드니 포이티어       | 《들백합》                              | 호머 스미스†*                                                         |
| 1965 19회             |                                         |                                                                       |
| 최고의 영국 배우      |                                         |                                                                       |
| 더크 보가드           | 《달링》                                | 로버트 골드                                                           |
| 해리 앤드루스         | 《더 힐》                               | RSM 윌슨                                                              |
| 마이클 케인           | 《국제첩보원》                          | 해리 파머                                                             |
| 렉스 해리슨           | 《마이 페어 레이디》                    | 헨리 히긴스 교수 †*                                                   |
| 최고의 외국인 배우    |                                         |                                                                       |
| 리 마빈               | 《캣 벌루》                             | 키드 셸린 / 팀 스트론 †                                               |
| 리 마빈               | 《킬러》                                | 찰리 스트롬                                                           |
| 잭 레먼               | 《이웃 만들기》                         | 샘 비셀                                                               |
| 잭 레먼               | 《How to Murder Your Wife》             | 스탠리 포드                                                           |
| 앤서니 퀸             | 《그리스인 조르바》                     | 알렉시스 조르바 ‡                                                     |
| 인노켄티 수목투놉스키 | 《햄릿》                                | 햄릿                                                                  |
| 오스카르 베르너       | 《바보들의 배》                         | 닥터 빌헬름 슈만 ‡                                                    |
| 1966 20회             |                                         |                                                                       |
| 최고의 영국 배우      |                                         |                                                                       |
| 리처드 버턴           | 《추운 곳에서 온 스파이》               | 알렉 리머스 ‡                                                         |
| 리처드 버턴           | 《누가 버지니아 울프를 두려워하랴》     | 조지 ‡                                                                |
| 마이클 케인           | 《알피》                                | 앨프리드 엘킨스 ‡                                                     |
| 랠프 리처드슨         | 《닥터 지바고》                         | 사샤 그로메코                                                         |
| 랠프 리처드슨         | 《하르툼 공방전》                       | 윌리엄 이워트 글래드스턴                                              |
| 랠프 리처드슨         | 《유산 상속 작전》                      | 조지프 핀즈베리                                                       |
| 데이비드 워너         | 《모건》                                | 모건 델트                                                             |
| 최고의 외국인 배우    |                                         |                                                                       |
| 로드 스타이거         | 《전당포》                              | 솔 네이저먼 ‡                                                         |
| 장폴 벨몽도           | 《미치광이 피에로》                     | 페르디낭 그리폰 / 피에로                                              |
| 시드니 포이티어       | 《푸른 하늘》                           | 고든 랠프                                                             |
| 오스카르 베르너       | 《추운 곳에서 온 스파이》               | 피들러                                                                |
| 1967 21회             |                                         |                                                                       |
| 최고의 영국 배우      |                                         |                                                                       |
| 폴 스코필드           | 《사계절의 사나이》                     | 토머스 모어 †*                                                        |
| 더크 보가드           | 《사랑의 상처》                         | 스티븐                                                                |
| 더크 보가드           | 《Our Mother's House》                  | 찰리 후크                                                             |
| 리처드 버턴           | 《말괄량이 길들이기》                   | 페트루치오                                                            |
| 제임스 메이슨         | 《침묵의 살인》                         | 찰스 돕스                                                             |
| 최고의 외국인 배우    |                                         |                                                                       |
| 로드 스타이거         | 《밤의 열기 속으로》                    | 빌 길레스피 †                                                         |
| 워런 비티             | 《우리에게 내일은 없다》                | 클라이드 배로 ‡                                                       |
| 시드니 포이티어       | 《밤의 열기 속으로》                    | 버질 팁스 형사                                                        |
| 오슨 웰스             | 《심야의 종소리》                       | 존 폴스태프 경                                                        |
| 1968 22회             |                                         |                                                                       |
| 최고의 배우           |                                         |                                                                       |
| 스펜서 트레이시       | 《초대받지 않은 손님》                  | 맷 드레이턴 ‡                                                         |
| 트레버 하워드         | 《진격하라 용기병》                     | 제임스 브런델                                                         |
| 론 무디               | 《올리버!》                             | 파긴 ‡                                                                |
| 니콜 윌리엄슨         | 《The Bofors Gun》                      | 오루크                                                                |
| 1969 23회             |                                         |                                                                       |
| 최고의 배우           |                                         |                                                                       |
| 더스틴 호프먼         | 《존과 메리》                           | 존                                                                    |
| 더스틴 호프먼         | 《미드나잇 카우보이》                   | 엔리코 리초 ‡                                                         |
| 앨런 베이츠           | 《사랑하는 여인들》                     | 루퍼트 버킨                                                           |
| 월터 매소             | 《헬로 돌리》                           | 호러스 밴더겔더                                                       |
| 월터 매소             | 《The Secret Life of an American Wife》 | 영화 스타                                                             |
| 니콜 윌리엄슨         | 《Inadmissible Evidence》               | 빌 메이틀랜드                                                         |

### 1970년대
| 연도              | 배우                           | 영화                   | 배역 |
| ----------------- | ------------------------------ | ---------------------- | ---- |
| 1970 24회         |                                |                        |      |
| 로버트 레드퍼드   | 《내일을 향해 쏴라》           | 선댄스 키드            |      |
| 로버트 레드퍼드   | 《다운힐 레이서》              | 데이비드 채플렛        |      |
| 로버트 레드퍼드   | 《내일을 향해 달려라》         | 크리스토퍼 쿠퍼        |      |
| 엘리엇 굴드       | 《매시》                       | 트래퍼 존 매킨타이어   |      |
| 엘리엇 굴드       | 《파트너 체인지》              | 테드 헨더슨 ‡‡         |      |
| 폴 뉴먼           | 《내일을 향해 쏴라》           | 부치 캐시디            |      |
| 조지 C. 스콧      | 《패튼 대전차 군단》           | 조지 S. 패튼 †         |      |
| 1971 25회         |                                |                        |      |
| 피터 핀치         | 《사랑의 여로》                | 닥터 대니얼 허시 ‡     |      |
| 더크 보가드       | 《베네치아에서의 죽음》        | 구스타프 폰 아센바흐   |      |
| 앨버트 피니       | 《검슈》                       | 에디 긴리              |      |
| 더스틴 호프먼     | 《작은 거인》                  | 잭 크래브              |      |
| 1972 26회         |                                |                        |      |
| 진 해크먼         | 《프렌치 커넥션》              | 지미 도일 †*           |      |
| 진 해크먼         | 《포세이돈 어드벤처》          | 프랭크 스콧            |      |
| 말런 브랜도       | 《대부》                       | 비토 콜레오네 †        |      |
| 말런 브랜도       | 《더 나이트커머스》            | 피터 퀸트              |      |
| 조지 C. 스콧      | 《종합병원》                   | 닥터 허버트 복 ‡       |      |
| 조지 C. 스콧      | 《They Might Be Giants》       | 저스틴 플레이페어      |      |
| 로버트 쇼         | 《젊은 날의 처칠》             | 랜돌프 처칠 경         |      |
| 1973 27회         |                                |                        |      |
| 월터 매소         | 《돌파구》                     | 찰리 배릭              |      |
| 월터 매소         | 《부부》                       | 피트                   |      |
| 말런 브랜도       | 《파리에서의 마지막 탱고》     | 폴 ‡                   |      |
| 로런스 올리비에   | 《[[발자국 (영화)\|발자국]》   | 앤드루 와이크 ‡        |      |
| 도널드 서덜랜드   | 《스틸야드 블루스》            | 제시 벨디니            |      |
| 도널드 서덜랜드   | 《쳐다보지 마라》              | 존 백스터              |      |
| 1974 28회         |                                |                        |      |
| 잭 니컬슨         | 《차이나타운》                 | J.J. "제이크" 기티스 ‡ |      |
| 잭 니컬슨         | 《마지막 지령》                | 빌리 부두스키‡         |      |
| 앨버트 피니       | 《오리엔트 특급 살인》         | 에르퀼 푸아로 ‡        |      |
| 진 해크먼         | 《컨버세이션》                 | 해리 콜                |      |
| 알 파치노         | 《형사 서피코》                | 프랭크 서피코 ‡        |      |
| 1975 29회         |                                |                        |      |
| 알 파치노         | 《대부 2》                     | 마이클 콜레오네 ‡      |      |
| 알 파치노         | 《뜨거운 오후》                | 소니 보이토비츠 ‡      |      |
| 리처드 드라이퍼스 | 《죠스》                       | 맷 후퍼                |      |
| 진 해크먼         | 《프렌치 커넥션 2》            | 지미 도일              |      |
| 진 해크먼         | 《나이트 무브》                | 해리 모스비            |      |
| 더스틴 호프먼     | 《레니》                       | 레니 브루스 ‡          |      |
| 1976 30회         |                                |                        |      |
| 잭 니컬슨         | 《뻐꾸기 둥지 위로 날아간 새》 | 랜들 맥머피 †*         |      |
| 로버트 드니로     | 《택시 드라이버》              | 트래비스 비클 ‡        |      |
| 더스틴 호프먼     | 《모두가 대통령의 사람들》     | 칼 번스틴              |      |
| 더스틴 호프먼     | 《마라톤 맨》                  | 토머스 레비            |      |
| 월터 매소         | 《꼴찌 야구단》                | 모리스 버터메이커      |      |
| 월터 매소         | 《선샤인 보이》                | 윌리 클라크 ‡          |      |
| 1977 31회         |                                |                        |      |
| 피터 핀치         | 《네트워크》                   | 하워드 빌 †*           |      |
| 우디 앨런         | 《애니 홀》                    | 앨비 싱어 ‡            |      |
| 윌리엄 홀든       | 네트워크                       | 맥스 슈매커 ‡          |      |
| 실베스터 스탤론   | 《록키》                       | 록키 발보아 ‡          |      |
| 1978 32회         |                                |                        |      |
| 리처드 드라이퍼스 | 《굿바이 걸》                  | 엘리엇 가필드 †*       |      |
| 피터 유스티노프   | 《나일 강의 죽음》             | 에르퀼 푸아로          |      |
| 앤서니 홉킨스     | 《매직》                       | 코키 위더스            |      |
| 브래드 데이비스   | 《미드나잇 익스프레스》        | 빌리 헤이스            |      |
| 1979 33회         |                                |                        |      |
| 잭 레먼           | 《차이나 신드롬》              | 잭 고델 ‡              |      |
| 우디 앨런         | 《맨해튼》                     | 아이작 데이비스        |      |
| 로버트 드니로     | 《디어 헌터》                  | 마이클 브론스키 ‡      |      |
| 마틴 신           | 《지옥의 묵시록》              | 캡틴 벤저인 L. 윌러드  |      |

### 1980년대
| 연도               | 배우                       | 영화                            | 배역 |
| ------------------ | -------------------------- | ------------------------------- | ---- |
| 1980 34회          |                            |                                 |      |
| 존 허트            | 《엘리펀트 맨》            | 존 메릭 ‡                       |      |
| 더스틴 호프먼      | 《크레이머 대 크레이머》   | 테드 크레이머 †*                |      |
| 로이 슈나이더      | 《올 댓 재즈》             | 조 기디언 ‡                     |      |
| 피터 셀러스        | 《찬스》                   | 정원사 찬스 ‡                   |      |
| 1981 35회          |                            |                                 |      |
| 버트 랭커스터      | 《아틀란틱 시티》          | 루 파스칼 ‡                     |      |
| 로버트 드니로      | 《성난 황소》              | 제이크 러모타 †*                |      |
| 밥 호스킨스        | 《롱 굿 프라이데이》       | 해럴드 섄드                     |      |
| 제레미 아이언스    | 《프랑스 중위의 여자》     | 찰스 헨리 스미스슨 / 마이크     |      |
| 1982 36회          |                            |                                 |      |
| 벤 킹즐리          | 《간디》                   | 마하트마 간디 †                 |      |
| 워런 비티          | 《레즈》                   | 존 리드 ‡                       |      |
| 앨버트 피니        | 《결혼의 위기》            | 조지 던랩                       |      |
| 헨리 폰다          | 《황금 연못》              | 노먼 세이어 주니어 †*           |      |
| 잭 레먼            | 《의문의 실종》            | 에드 호먼 ‡                     |      |
| 1983 37회          |                            |                                 |      |
| 마이클 케인        | 《리타 길들이기》          | 닥터 프랭크 브라이언트 ‡        |      |
| 더스틴 호프먼      | 《투씨                     | 마이클 도시 / 도러시 마이클스 ‡ |      |
| 마이클 케인        | 《데드 라인》              | 찰리 포트넘                     |      |
| 로버트 드니로      | 《코미디의 왕》            | 루퍼트 퍼프킨                   |      |
| 1984 38회          |                            |                                 |      |
| 행 S. 응고르       | 《킬링필드》               | 디스 프란 ††                    |      |
| 톰 코트니          | 《멋진 드레서》            | 노먼 ‡                          |      |
| 앨버트 피니        | 《멋진 드레서》            | 경 ‡                            |      |
| 샘 워터스턴        | 킬링필드                   | 시드니 섄버그 ‡                 |      |
| 1985 39회          |                            |                                 |      |
| 윌리엄 허트        | 《거미 여인의 키스》       | 루이스 몰리나 †                 |      |
| F. 머리 에이브러햄 | 《아마데우스》             | 안토니오 살리에리 †*            |      |
| 해리슨 포드        | 《위트니스》               | 존 북 ‡                         |      |
| 빅터 배너지        | 《인도로 가는 길》         | 닥터 아지즈 아메드              |      |
| 1986 40회          |                            |                                 |      |
| 밥 호스킨스        | 《Mona Lisa》              | 조지 ‡                          |      |
| 우디 앨런          | 《한나와 그 자매들》       | 미키 색스                       |      |
| 마이클 케인        | 《한나와 그 자매들》       | 엘리엇 ††                       |      |
| 폴 호건            | 《크로커다일 던디》        | 마이클 던디                     |      |
| 1987 41회          |                            |                                 |      |
| 숀 코너리          | 《장미의 이름》            | 배스커빌의 윌리엄               |      |
| 제라르 드파르디외  | 《마농의 샘》              | 장 카도레 / "마농의 샘"         |      |
| 이브 몽탕          | 《마농의 샘》              | 세사르 수베브랑 / 르 파페       |      |
| 게리 올드먼        | 《귀를 기울여》            | 조 오턴                         |      |
| 1988 42회          |                            |                                 |      |
| 존 클리스          | 《완다라는 이름의 물고기》 | 아치 리치                       |      |
| 마이클 더글러스    | 《위험한 정사》            | 댄 갤러거                       |      |
| 케빈 클라인        | 《완다라는 이름의 물고기》 | 오토 웨스트 ††                  |      |
| 로빈 윌리엄스      | 《굿모닝 베트남》          | 아드리안 크로나우어 ‡           |      |
| 1989 43회          |                            |                                 |      |
| 대니얼 데이루이스  | 《나의 왼발》              | 크리스티 브라운 †               |      |
| 케네스 브레너      | 《헨리 5세》               | 헨리 5세 ‡                      |      |
| 더스틴 호프먼      | 《레인맨》                 | 레이먼드 배빗 †                 |      |
| 로빈 윌리엄스      | 《죽은 시인의 사회》       | 존 키팅 ‡                       |      |

### 1990년대
| 연도                   | 배우                                | 영화                           | 배역 |
| ---------------------- | ----------------------------------- | ------------------------------ | ---- |
| 1990 44회              |                                     |                                |      |
| 필리프 누아레          | 《시네마 천국》                     | 알프레도                       |      |
| 숀 코너리              | 《붉은 10월》                       | 마르코 라미우스 대위           |      |
| 톰 크루즈              | 《7월 4일생》                       | 론 코빅 ‡                      |      |
| 로버트 드니로          | 《좋은 친구들》                     | 지미 콘웨이                    |      |
| 1991 45회              |                                     |                                |      |
| 앤서니 홉킨스          | 《양들의 침묵》                     | 한니발 렉터 †                  |      |
| 케빈 코스트너          | 《늑대와 함께 춤을》                | 존 J. 던바 중위 / 늑대와춤을 ‡ |      |
| 제라르 드파르디외      | 《시라노》                          | 시라노 드 베르주라크 ‡         |      |
| 앨런 릭먼              | 《유령과의 사랑》                   | 제이미                         |      |
| 1992 46회              |                                     |                                |      |
| 로버트 다우니 주니어   | 《채플린》                          | 찰리 채플린 ‡                  |      |
| 대니얼 데이루이스      | 《라스트 모히칸》                   | 너새니얼 포                    |      |
| 스티븐 레이            | 《크라잉 게임》                     | 퍼거스 ‡                       |      |
| 팀 로빈스              | 《플레이어》                        | 그리핀 밀                      |      |
| 1993 47회              |                                     |                                |      |
| 앤서니 홉킨스          | 《섀도우랜드》                      | C. S. 루이스                   |      |
| 대니얼 데이루이스      | 《아버지의 이름으로》               | 제리 콜론 ‡                    |      |
| 앤서니 홉킨스          | 《남아있는 나날》                   | 제임스 스티븐스 ‡              |      |
| 리암 니슨              | 《쉰들러 리스트》                   | 오스카 쉰들러 ‡                |      |
| 1994 48회              |                                     |                                |      |
| 휴 그랜트              | 《네 번의 결혼식과 한 번의 장례식》 | 찰스                           |      |
| 톰 행크스              | 《프레스트 검프》                   | 포레스트 검프 †                |      |
| 테런스 스탬프          | 《프리실라》                        | 랠프 / 버너뎃 배신저           |      |
| 존 트라볼타            | 《펄프 픽션》                       | 빈센트 베가 ‡                  |      |
| 1995 49회              |                                     |                                |      |
| 나이절 호손            | 《조지 왕의 광기》                  | 조지 3세 ‡                     |      |
| 니콜라스 케이지        | 《라스베가스를 떠나며》             | 벤 샌더슨 †                    |      |
| 조너선 프라이스        | 《캐링턴》                          | 리튼 스트레이치                |      |
| 마시모 트로이시 (사후) | 《일 포스티노》                     | 마리오 루오폴로 ‡              |      |
| 1996 50회              |                                     |                                |      |
| 제프리 러시            | 《샤인》                            | 데이비드 헬프곳 †              |      |
| 레이프 파인즈          | 《잉글리시 페이션트》               | 라슬로 알마시 백작 ‡           |      |
| 이언 매켈런            | 《리처드 3세》                      | 리처드 3세                     |      |
| 티머시 스폴            | 《비밀과 거짓말》                   | 모리스 펄리                    |      |
| 1997 51회              |                                     |                                |      |
| 로버트 칼라일          | 《풀 몬티》                         | 개즈 쇼필드                    |      |
| 빌리 코널리            | 《미세스 브라운》                   | 존 브라운                      |      |
| 케빈 스페이시          | 《LA 컨피덴셜》                     | 잭 빈센스                      |      |
| 레이 윈스턴            | 《닐 바이 마우스》                  | 레이                           |      |
| 1998 52회              |                                     |                                |      |
| 로베르토 베니니        | 《인생은 아름다워》                 | 귀도 †                         |      |
| 마이클 케인            | 《작은 목소리》                     | 레이 세이                      |      |
| 톰 행크스              | 《라이언 일병 구하기》              | 존 H. 밀러 대위 ‡              |      |
| 조지프 파인스          | 《셰익스피어 인 러브》              | 윌리엄 셰익스피어              |      |
| 1999 53회              |                                     |                                |      |
| 케빈 스페이시          | 《아메리칸 뷰티》                   | 레스터 버넘 †                  |      |
| 짐 브로드벤트          | 《뒤죽박죽》                        | W. S. 길버트                   |      |
| 러셀 크로              | 《인사이더》                        | 제프리 와이갠드 ‡              |      |
| 레이프 파인스          | 《애수》                            | 모리스 벤드랙스                |      |
| 옴 푸리                | 《우리는 파키스탄인》               | 조지 칸                        |      |

### 2000년대
| 연도                    | 배우                                 | 영화                           | 배역 |
| ----------------------- | ------------------------------------ | ------------------------------ | ---- |
| 2000 54회               |                                      |                                |      |
| 제이미 벨               | 《빌리 엘리엇》                      | 빌리 엘리어트                  |      |
| 러셀 크로               | 《글래디에이터》                     | 막시무스 데키무스 메리디우스 † |      |
| 마이클 더글러스         | 《원더 보이스》                      | 그레이디 트립                  |      |
| 톰 행크스               | 《캐스트 어웨이》                    | 척 놀런드 ‡                    |      |
| 제프리 러시             | 《퀼스》                             | 사드 후작 ‡                    |      |
| 2001 55회               |                                      |                                |      |
| 러셀 크로               | 《뷰티풀 마인드》                    | 존 포브스 내시 주니어 ‡        |      |
| 짐 브로드벤트           | 《아이리스》                         | 존 베일리 ††                   |      |
| 이언 매켈런             | 《반지의 제왕: 반지 원정대》         | 간달프 ‡‡                      |      |
| 케빈 스페이시           | 《쉬핑 뉴스》                        | 쿼일                           |      |
| 톰 윌킨슨               | 《침실에서》                         | 맷 파울러 ‡                    |      |
| 2002 56회               |                                      |                                |      |
| 대니얼 데이루이스       | 《갱스 오브 뉴욕》                   | 윌리엄 커팅 ‡                  |      |
| 에이드리언 브로디       | 《피아니스트》                       | 브와디스와프 슈필만 †          |      |
| 니콜라스 케이지         | 《어댑테이션》                       | 찰리 코프먼, 도널드 코프먼 ‡   |      |
| 마이클 케인             | 《콰이어트 어메리칸》                | 토머스 파울러 ‡                |      |
| 잭 니컬슨               | 《어바웃 슈미트》                    | 워런 슈미트 ‡                  |      |
| 2003 57회               |                                      |                                |      |
| 빌 머리                 | 《사랑도 통역이 되나요?》            | 밥 해리스 ‡                    |      |
| 베니치오 델 토로        | 《21 그램》                          | 잭 조던 ‡‡                     |      |
| 조니 뎁                 | 《캐리비안의 해적: 블랙 펄의 저주》  | 잭 스패로 ‡                    |      |
| 주드 로                 | 《콜드 마운틴》                      | W. P. 인먼 ‡                   |      |
| 숀 펜                   | 《21 그램》                          | 폴 리버스                      |      |
| 숀 펜                   | 《미스틱 리버》                      | 지미 마컴 †                    |      |
| 2004 58회               |                                      |                                |      |
| 제이미 폭스             | 《레이》                             | 레이 찰스 †                    |      |
| 짐 캐리                 | 《이터널 선샤인》                    | 조엘 배리시                    |      |
| 조니 뎁                 | 《네버랜드를 찾아서》                | J. M. 배리 ‡                   |      |
| 레오나르도 디카프리오   | 《에비에이터》                       | 하워드 휴스 ‡                  |      |
| 가엘 가르시아 베르날    | 《모터싸이클 다이어리》              | 에르네스토 게바라              |      |
| 2005 59회               |                                      |                                |      |
| 필립 시모어 호프먼      | 《카포티》                           | 트루먼 카포티 †                |      |
| 레이프 파인스           | 《콘스탄트 가드너》                  | 저스틴 퀘일                    |      |
| 히스 레저               | 《브로크백 마운틴》                  | 에니스 델마 ‡                  |      |
| 호아킨 피닉스           | 《앙코르》                           | 조니 캐시 ‡                    |      |
| 데이비드 스트러세언     | 《굿 나잇, 앤 굿 럭.                 | 에드워드 R. 머로 ‡             |      |
| 2006 60회               |                                      |                                |      |
| 포리스트 휘터커         | 《라스트 킹》                        | 이디 아민 †                    |      |
| 대니얼 크레이그         | 《007 카지노 로얄》                  | 제임스 본드                    |      |
| 레오나르도 디카프리오   | 《디파티드》                         | 윌리엄 "빌리" 코스티건 주니어  |      |
| 리처드 그리프스         | 《히스토리 보이즈》                  | 헥터                           |      |
| 피터 오툴               | 《비너스》                           | 모리스 러셀 ‡                  |      |
| 2007 61회               |                                      |                                |      |
| 대니얼 데이루이스       | 《데어 윌 비 블러드》                | 대니얼 플레인뷰 †              |      |
| 조지 클루니             | 《마이클 클레이튼》                  | 마이클 클레이튼 ‡              |      |
| 제임스 맥어보이         | 《어톤먼트》                         | 로비 터너                      |      |
| 비고 모텐슨             | 《이스턴 프라미스》                  | 니콜라이 루진 ‡                |      |
| 울리히 뮈헤 (사후 수상) | 《타인의 삶》                        | 게르트 비슬러                  |      |
| 2008 62회               |                                      |                                |      |
| 미키 루크               | 《더 레슬러》                        | 랜디 로빈슨 ‡                  |      |
| 프랭크 란젤라           | 《프로스트 VS 닉슨》                 | 리처드 닉슨 ‡                  |      |
| 데브 파텔               | 《슬럼독 밀리어네어》                | 자말 말리크                    |      |
| 숀 펜                   | 《밀크》                             | 하비 밀크 †                    |      |
| 브래드 피트             | 《벤자민 버튼의 시간은 거꾸로 간다》 | 벤자민 버튼 ‡                  |      |
| 2009 63회               |                                      |                                |      |
| 콜린 퍼스               | 《싱글맨》                           | 조지 팰커너 ‡                  |      |
| 제프 브리지스           | 《크레이지 하트》                    | 오티스 블레이크 †              |      |
| 조지 클루니             | 《인 디 에어》                       | 라이언 빙햄 ‡                  |      |
| 제러미 레너             | 《허트 로커》                        | 윌리엄 제임ㅁ스 중사 ‡         |      |
| 앤디 서키스             | 《섹스 & 드럭 & 로큰롤》             | 이언 듀리                      |      |

### 2010년대
| 연도                  | 배우                                 | 영화                              | 배역 |
| --------------------- | ------------------------------------ | --------------------------------- | ---- |
| 2010 64회             |                                      |                                   |      |
| 콜린 퍼스             | 《킹스 스피치》                      | 조지 6세 †                        |      |
| 하비에르 바르뎀       | 《비우티풀》                         | 우스발 ‡                          |      |
| 제프 브리지스         | 《더 브레이브》                      | 루스터 코그번 ‡                   |      |
| 제시 아이젠버그       | 《소셜 네트워크》                    | 마크 저커버그 ‡                   |      |
| 제임스 프랭코         | 《127 시간》                         | 애런 랠스턴 ‡                     |      |
| 2011 65회             |                                      |                                   |      |
| 장 뒤자르댕           | 《아티스트》                         | 조지 밸런틴 †                     |      |
| 조지 클루니           | 《디센던트》                         | 매슈 "맷" 킹 ‡                    |      |
| 마이클 패스벤더       | 《셰임》                             | 브랜던 설리번                     |      |
| 게리 올드먼           | 《팅커 테일러 솔저 스파이》          | 조지 스마일리 ‡                   |      |
| 브래드 피트           | 《머니볼》                           | 빌리 빈 ‡                         |      |
| 2012 66회             |                                      |                                   |      |
| 대니얼 데이루이스     | 《링컨》                             | 에이브러햄 링컨 †                 |      |
| 벤 애플렉             | 《아르고》                           | 토니 멘데스                       |      |
| 브래들리 쿠퍼         | 《실버 라이닝스 플레이북》           | 패트릭 "팻" 솔리타노 주니어 ‡     |      |
| 휴 잭맨               | 《레 미제라블》                      | 장 발장 ‡                         |      |
| 호아킨 피닉스         | 《마스터》                           | 프레디 켈 ‡                       |      |
| 2013 67회             |                                      |                                   |      |
| 추이텔 에지오포       | 《노예 12년》                        | 솔로몬 노섭 ‡                     |      |
| 크리스천 베일         | 《아메리칸 허슬》                    | 어빙 로즌펠드 ‡                   |      |
| 브루스 던             | 《네브래스카》                       | 우디 그랜트 ‡                     |      |
| 레오나르도 디카프리오 | 《더 울프 오브 월 스트리트》         | 조던 벨포트 ‡                     |      |
| 톰 행크스             | 《캡틴 필립스》                      | 리처드 필립스                     |      |
| 2014 68회             |                                      |                                   |      |
| 에디 레드메인         | 《사랑에 대한 모든 것》              | 스티븐 호킹 †                     |      |
| 베네딕트 컴버배치     | 《이미테이션 게임》                  | 앨런 튜링 ‡                       |      |
| 레이프 파인스         | 《그랜드 부다페스트 호텔》           | 무슈 귀스타브 H.                  |      |
| 제이크 질런홀         | 《나이트크롤러》                     | 루이스 "루" 블룸                  |      |
| 마이클 키턴           | 《버드맨》                           | 리건 톰슨 ‡                       |      |
| 2015 69회             |                                      |                                   |      |
| 레오나르도 디카프리오 | 《레버넌트: 죽음에서 돌아온 자》     | 휴 글래스 †                       |      |
| 브라이언 크랜스턴     | 《트럼보》                           | 돌턴 트럼보 ‡                     |      |
| 맷 데이먼             | 《마션》                             | 마크 와트니 ‡                     |      |
| 마이클 패스벤더       | 《스티브 잡스》                      | 스티브 잡스 ‡                     |      |
| 에디 레드메인         | 《대니쉬 걸》                        | 릴리 엘베 / 에이나르 베게너 ‡     |      |
| 2016 70회             |                                      |                                   |      |
| 케이시 애플렉         | 《맨체스터 바이 더 씨》              | 리 챈들러 †                       |      |
| 앤드루 가필드         | 《핵소 고지》                        | 데즈먼드 도스 ‡                   |      |
| 라이언 고슬링         | 《라라랜드》                         | 세바스찬 와일더 ‡                 |      |
| 제이크 질런홀         | 《녹터널 애니멀스》                  | 에드워드 셰필드 / 토니 헤이스팅스 |      |
| 비고 모텐슨           | 《캡틴 판타스틱》                    | 벤 캐시 ‡                         |      |
| 2017 71회             |                                      |                                   |      |
| 게리 올드먼           | 《다키스트 아워》                    | 윈스턴 처칠 †                     |      |
| 제이미 벨             | 《필름스타 인 리버풀》               | 피터 터너                         |      |
| 티머시 섈러메이       | 《콜 미 바이 유어 네임》             | 엘리오 펄먼 ‡                     |      |
| 대니얼 데이루이스     | 《팬텀 스레드》                      | 레이놀즈 우드콕 ‡                 |      |
| 대니얼 컬루야         | 《겟 아웃》                          | 크리스 워싱턴 ‡                   |      |
| 2018 72회             |                                      |                                   |      |
| 라미 말렉             | 《보헤미안 랩소디》                  | 프레디 머큐리 †                   |      |
| 크리스찬 베일         | 《바이스》                           | 딕 체니 ‡                         |      |
| 스티브 쿠건           | 《스탠 & 올리》                      | 스탠 로럴                         |      |
| 브래들리 쿠퍼         | 《스타 이즈 본》                     | 잭슨 마인 ‡                       |      |
| 비고 모텐슨           | 《그린 북》                          | 토니 립 ‡                         |      |
| 2019 73회             |                                      |                                   |      |
| 호아킨 피닉스         | 《조커》                             | 아서 플렉 / 조커 †                |      |
| 레오나르도 디카프리오 | 《원스 어폰 어 타임... 인 할리우드》 | 릭 돌턴 ‡                         |      |
| 애덤 드라이버         | 《결혼 이야기》                      | 찰리 바버 ‡                       |      |
| 태런 에저턴           | 《로켓맨》                           | 엘튼 존                           |      |
| 조너선 프라이스       | 《두 교황》                          | 교황 프란치스코‡                  |      |

## 같이 보기
- 아카데미 남우주연상